# عبد الجبار الرحبي
عبد الجبّار بن جعفر الصادق الرحبي (1906 - 27 ديسمبر 1995) (1324 - 5 شعبان 1415) شاعر وكاتب سوري. ولد في منطقة الميادين من محافظة دير الزور. درس على والده ومحمد بدر الدين الحسني وغيرهم من علماء. نال الشهادة الثانوية من حلب في 1922 وإجازة كلية الشريعة الإمام الأعظم في بغداد عام 1927. عمل مدرّسًا في سوريا حتى تقاعده في 1964. نشره قصائده ومقالاته في مجلات وصحف عربية ومحلية منذ 1923. له عدة دواوين الشعرية ومؤلفات مطبوعة ومخطوطة. توفي في دير الزور. 

## سيرته
ولد عبد الجبار بن جعفر الصادق الرحبي سنة 1906م / 1324 هـ في منطقة الميادين. تلقى العلوم العقلية والنقلية على والده ومحمد بدر الدين الحسني وحسين الأزهري. نال الشهادة الثانوية من حلب عام 1922 و الإجازة في الشريعة عام 1927 من كلية الإمام الأعظم في بغداد.

عمل في التدريس من عام 1928 حتى تقاعده في 1965 . أسس جريدة الفرات في الثلاثينيات من القرن العشرين وترأس تحريرها .

توفي عبد الجبار الرحبي في دير الزور في 27 ديسمبر 1995/ 5 شعبان 1416 ودفن بها. 

## شعره
يعد أحد أبرز شعراء عصره في وادي الفرات السوري وكان له إتجاه نقدي وإصلاحي. نشر شعره ومقالاته الأدبية في الصحف والمجلات الأدبية مثل المقتطف ، الهلال ، السياسة الأسبوعية، الصياد ، اللواء ، فتى العرب ، عصا الجنة. وقد اتسم شعره بالقوة والجزالة وظل محافظاً على خطه الشعري التقليدي دون أن يتاثر بالشعر الحديث وقصيدة النثر، بل إن موقفه منهما كان سلبياً كشاعر اعتمد العمود الشعري ميزاناً له. 

## مؤلفاته
من دواوينه الشعرية:
- نفثات الصدور
- العيون النجل
- التسابيح
- المثاني
- أغاني العندليب
- اللؤلؤ والمرجان
- الملاحم

من كتبه:
- فيصل، ملك العرب
- الأمة العربية والاستعمار
- العروبة في ظل الإسلام
- امرؤ القيس
- تاريخ دير الزور
- كتاب في النحو
- شذرات في المحسنات البديعية